# جودیت آلن
جودیت آلن (انگلیسی: Judith Allen; ۸ فوریهٔ ۱۹۱۱ – ۵ اکتبر ۱۹۹۶) یک هنرپیشه اهل ایالات متحده آمریکا بود.
وی بازیگر فیلم‌هایی همچون جوان و زیبا و  او مرا دوست ندارد بوده است.